# Balkan American Football League 2013
La Balkan American Football League 2013 è stata la 1ª edizione dell'omonimo torneo di football americano.
Ha avuto inizio il 29 settembre e si è conclusa il 9 novembre.

## Squadre partecipanti
| Club                  | Città    | Stadio | Sponsor ufficiale | Risultato nella stagione 2012 |
| --------------------- | -------- | ------ | ----------------- | ----------------------------- |
| Bucharest Rebels      | Bucarest |        |                   | Vicecampioni di Romania       |
| Kraljevo Royal Crowns | Kraljevo |        |                   | Semifinalisti SAAF            |
| Sofia Bears           | Sofia    |        |                   |                               |

## Stagione regolare

### Calendario

#### 1ª giornata
| Bucarest 29 settembre 2013, ore 16:30 | Bucharest Rebels | 6 – 0 (6-0 0-0 0-0 0-0) | Sofia Bears | Complex Sportiv Ion Tiriac\| Arbitro: \| Dinescu \| |
| Arbitro:                              | Dinescu          |                         |             |                                                     |

#### 2ª giornata
| Sofia 3 novembre 2013, ore 15:00 | Sofia Bears | 27 – 20 (0-0 7-7 6-13 14-0) referto | Kraljevo Royal Crowns | Stadion Akademika (500 spett.) |
| Stamenov Q2 ( TD ) 42yd run Stamenov Q2 ( pat ) Čan Q3 ( TD ) 8yd run Atanasov Q4 ( TD ) 30yd pass from Čan Stamenov Q4 ( TD ) 35yd pass from Čan Stamenov Q4 ( tpc ) Marcatori Đurić Q2 ( TD ) 50yd pass from Pejković Živanović Q2 ( pat ) Gajović Q3 ( TD ) 5yd run Đurić Q3 ( TD ) 45yd pass from Pejković Živanović Q3 ( pat ) |             | |                       |                                |
| |             | |                       |                                |
| Stamenov Q2 (TD) 42yd run Stamenov Q2 (pat) Čan Q3 (TD) 8yd run Atanasov Q4 (TD) 30yd pass from Čan Stamenov Q4 (TD) 35yd pass from Čan Stamenov Q4 (tpc) | Marcatori   | Đurić Q2 (TD) 50yd pass from Pejković Živanović Q2 (pat) Gajović Q3 (TD) 5yd run Đurić Q3 (TD) 45yd pass from Pejković Živanović Q3 (pat) |                       |                                |

#### 3ª giornata
| Kraljevo 10 novembre 2013, ore 14:00 | Kraljevo Royal Crowns | 35 – 0 (14-0 14-0 7-0 0-0) referto | Bucharest Rebels | Atletski stadion |
| Stepović Q1 ( TD ) 20yd run Živanović Q1 ( pat ) Stepović Q1 ( TD ) 15yd run Živanović Q1 ( pat ) Đurić Q2 ( TD ) 45yd pass from Stepović Živanović Q2 ( pat ) Đurić Q2 ( TD ) 50yd pass from Pejković Živanović Q2 ( pat ) Stepović Q2 ( TD ) 35yd pass from Pejković Živanović Q2 ( pat ) Marcatori |                       |                                    |                  |                  |
| |                       |                                    |                  |                  |
| Stepović Q1 (TD) 20yd run Živanović Q1 (pat) Stepović Q1 (TD) 15yd run Živanović Q1 (pat) Đurić Q2 (TD) 45yd pass from Stepović Živanović Q2 (pat) Đurić Q2 (TD) 50yd pass from Pejković Živanović Q2 (pat) Stepović Q2 (TD) 35yd pass from Pejković Živanović Q2 (pat)                               | Marcatori             |                                    |                  |                  |

### Classifica
La classifica finale è la seguente:
- PCT = percentuale di vittorie, G = partite giocate, V = partite vinte, P = partite perse, PF = punti fatti, PS = punti subiti

| Pos. | Squadra               | PCT   | G | V | P | PF | PS |
| ---- | --------------------- | ----- | - | - | - | -- | -- |
| 1    | Kraljevo Royal Crowns | 0.500 | 2 | 1 | 1 | 55 | 27 |
| 2    | Sofia Bears           | 0.500 | 2 | 1 | 1 | 27 | 26 |
| 3    | Bucharest Rebels      | 0.500 | 2 | 1 | 1 | 6  | 35 |

## Verdetti
- Kraljevo Royal Crowns Campioni Balkan American Football League 2013

## Marcatori
| Giocatore | Sq.                   | TD rush | TD recv | TD int | TD p.ret | TD k.ret | TD oth | Xp1 | Xp2 | FG | Saf | Totale |
| --------- | --------------------- | ------- | ------- | ------ | -------- | -------- | ------ | --- | --- | -- | --- | ------ |
| Đurić     | Kraljevo Royal Crowns | 0       | 4       | 0      | 0        | 0        | 0      | 0   | 0   | 0  | 0   | 24     |
| Stepović  | Kraljevo Royal Crowns | 2       | 1       | 0      | 0        | 0        | 0      | 0   | 0   | 0  | 0   | 18     |
| Stamenov  | Sofia Bears           | 1       | 1       | 0      | 0        | 0        | 0      | 1   | 1   | 0  | 0   | 15     |
| Živanović | Kraljevo Royal Crowns | 0       | 0       | 0      | 0        | 0        | 0      | 7   | 0   | 0  | 0   | 7      |
| Atanasov  | Sofia Bears           | 0       | 1       | 0      | 0        | 0        | 0      | 0   | 0   | 0  | 0   | 6      |
| Čan       | Sofia Bears           | 1       | 0       | 0      | 0        | 0        | 0      | 0   | 0   | 0  | 0   | 6      |
| Gajović   | Kraljevo Royal Crowns | 1       | 0       | 0      | 0        | 0        | 0      | 0   | 0   | 0  | 0   | 6      |
| ?         | Bucharest Rebels      | ?       | ?       | ?      | ?        | ?        | ?      | ?   | ?   | ?  | ?   | 6      |

- Miglior marcatore della stagione: Đurić ( Kraljevo Royal Crowns), 24